# Panon
Panon est une commune française, située dans le département de la Sarthe en région Pays de la Loire, peuplée de 33 habitants.
La commune fait partie de la province historique du Maine, et se situe dans le Saosnois.

## Géographie
Le ruisseau de l'Étang passe dans le bourg avant de se perdre dans l'étang de Gué Chaussée situé sur la commune voisine de Saosnes.

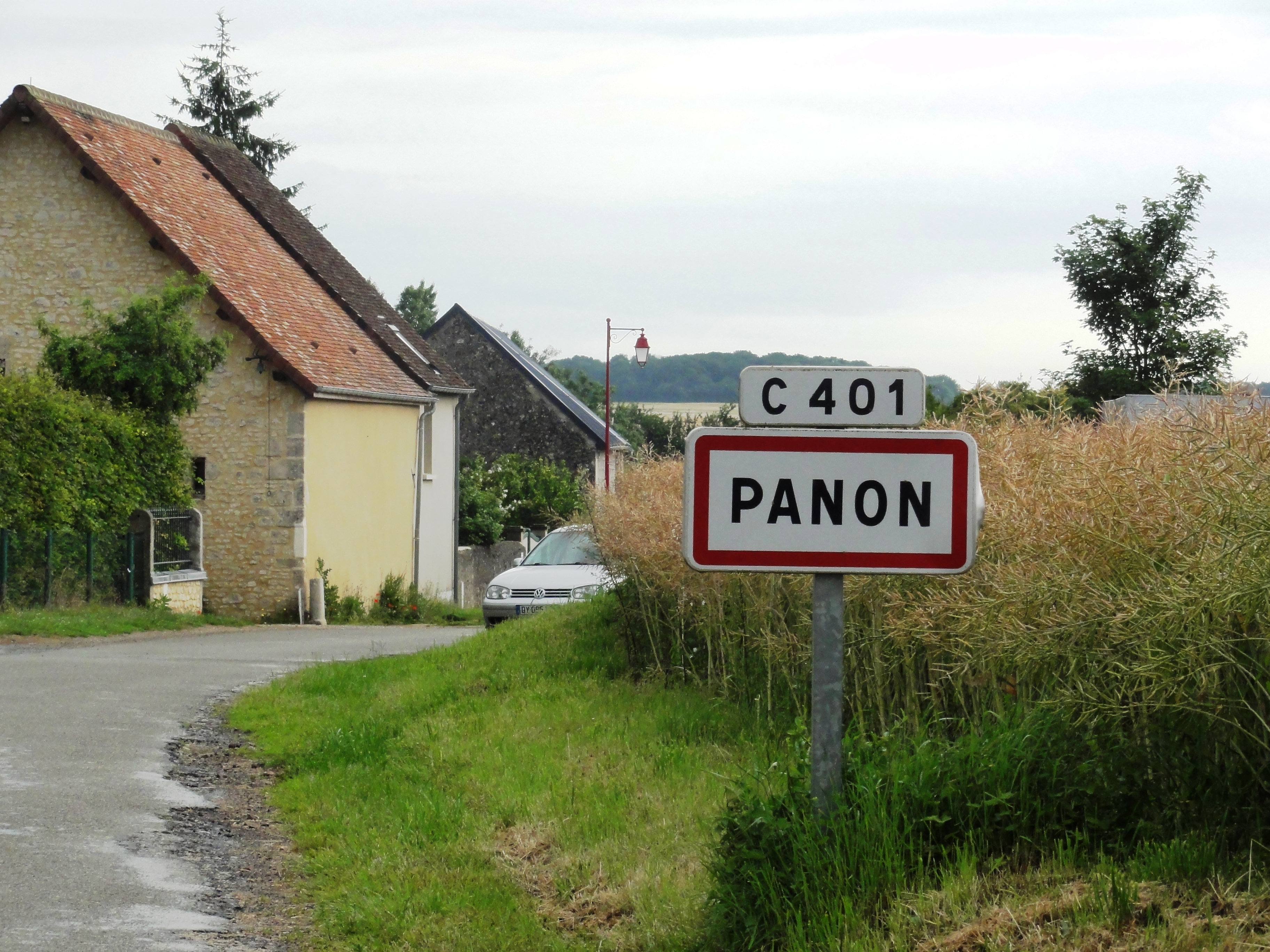
L'entrée de Panon

|         | Vezot |              |
|         | Panon | Saint-Longis |
| Saosnes |       |              |

### Climat
Pour des articles plus généraux, voir Climat des Pays de la Loire et Climat de la Sarthe.
En 2010, le climat de la commune est de type climat océanique dégradé des plaines du Centre et du Nord, selon une étude du CNRS s'appuyant sur une série de données couvrant la période 1971-2000. En 2020, Météo-France publie une typologie des climats de la France métropolitaine dans laquelle la commune est exposée à un climat océanique altéré et est dans la région climatique  Normandie (Cotentin, Orne), caractérisée par une pluviométrie relativement élevée (850 mm/a) et un été frais (15,5 °C) et venté. 
Pour la période 1971-2000, la température annuelle moyenne est de 10,7 °C, avec une amplitude thermique annuelle de 13,8 °C. Le cumul annuel moyen de précipitations est de 718 mm, avec 11,8 jours de précipitations en janvier et 7,3 jours en juillet. Pour la période 1991-2020, la température moyenne annuelle observée sur la station météorologique de Météo-France la plus proche, « Commerveil_sapc », sur la commune de Commerveil à 5 km à vol d'oiseau, est de 11,9 °C et le cumul annuel moyen de précipitations est de 712,2 mm,. Pour l'avenir, les paramètres climatiques de la commune estimés pour 2050 selon différents scénarios d'émission de gaz à effet de serre sont consultables sur un site dédié publié par Météo-France en novembre 2022.

## Urbanisme

### Typologie
Au 1er janvier 2024, Panon est catégorisée commune rurale à habitat très dispersé, selon la nouvelle grille communale de densité à sept niveaux définie par l'Insee en 2022.
Elle est située hors unité urbaine. Par ailleurs la commune fait partie de l'aire d'attraction de Mamers, dont elle est une commune de la couronne,. Cette aire, qui regroupe 21 communes, est catégorisée dans les aires de moins de 50 000 habitants,.

### Occupation des sols
L'occupation des sols de la commune, telle qu'elle ressort de la base de données européenne d’occupation biophysique des sols Corine Land Cover (CLC), est marquée par l'importance des territoires agricoles (100 % en 2018), une proportion identique à celle de 1990 (100 %). La répartition détaillée en 2018 est la suivante : 
terres arables (88,9 %), zones agricoles hétérogènes (11,1 %). L'évolution de l’occupation des sols de la commune et de ses infrastructures peut être observée sur les différentes représentations cartographiques du territoire : la carte de Cassini (XVIIIe siècle), la carte d'état-major (1820-1866) et les cartes ou photos aériennes de l'IGN pour la période actuelle (1950 à aujourd'hui).

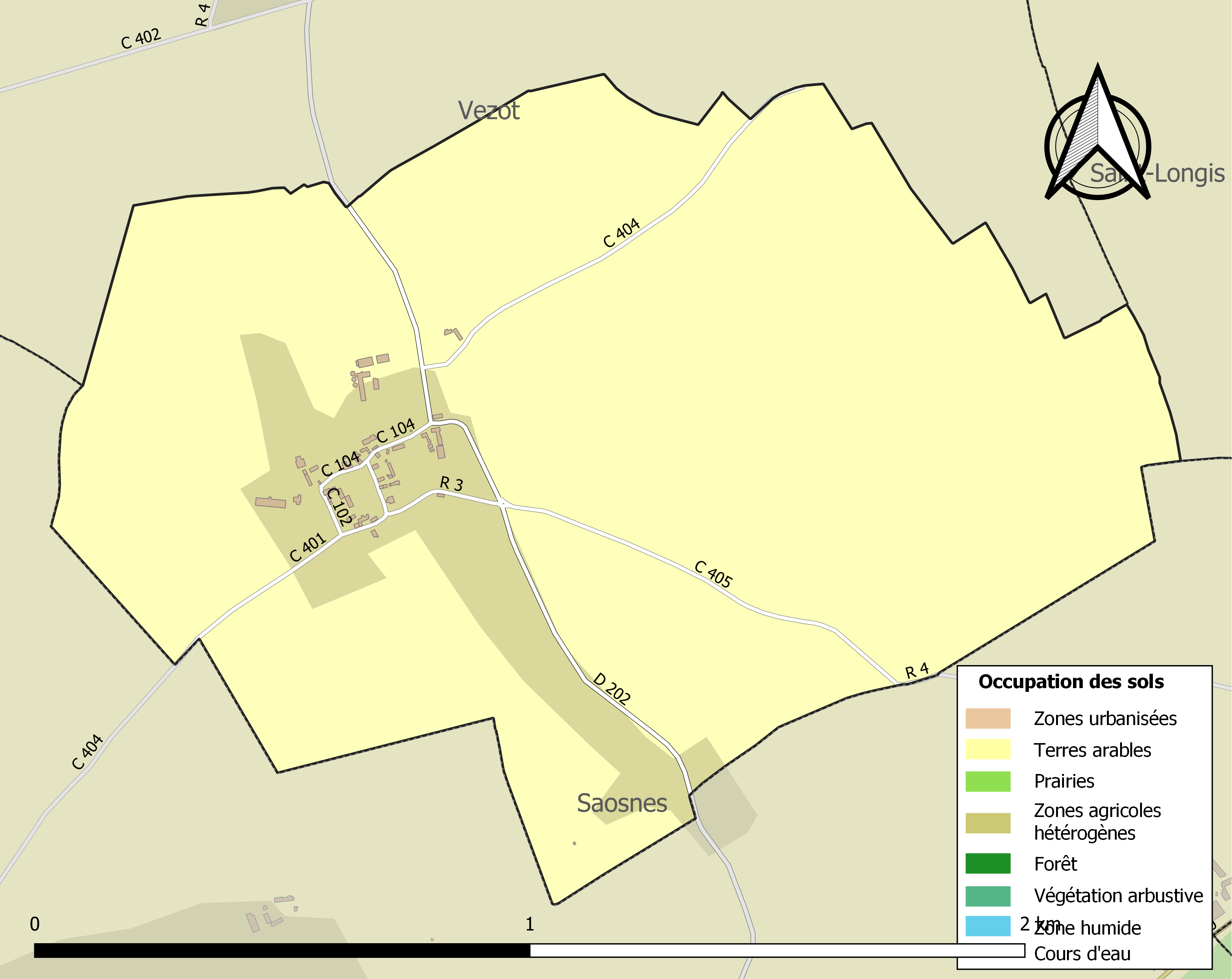
Carte des infrastructures et de l'occupation des sols de la commune en 2018 (CLC).

## Toponymie
Pennon, Pannon, Panon. Dans son Dictionnaire topographique publié en 1836, Julien Rémy Pesche souligne la difficulté de l'étymologie de ce nom et propose soit la référence à l'homme d'arme qui portait une bannière appelée « Pennon », soit la référence à Pannonia signifiant marécageux.

## Histoire
L'étang de Gué Chaussée, actuellement entièrement situé sur la commune voisine de Saosnes, mordait antérieurement sur celle de Panon et était qualifié par Rémy Pesche de « marais ».

## Politique et administration
| Période                                  | Période  | Identité             | Étiquette | Qualité             |
| ---------------------------------------- | -------- | -------------------- | --------- | ------------------- |
| (entre 1995 et 2001)                     | mai 2020 | Jean-Michel Delommot | SE        | Électricien         |
| mai 2020                                 | En cours | Christophe Loiseau   | SE        | Exploitant agricole |
| Les données manquantes sont à compléter. |          |                      |           |                     |

## Démographie
L'évolution du nombre d'habitants est connue à travers les recensements de la population effectués dans la commune depuis 1793. Pour les communes de moins de 10 000 habitants, une enquête de recensement portant sur toute la population est réalisée tous les cinq ans, les populations de référence des années intermédiaires étant quant à elles estimées par interpolation ou extrapolation. Pour la commune, le premier recensement exhaustif entrant dans le cadre du nouveau dispositif a été réalisé en 2006.
En 2022, la commune comptait 33 habitants, en évolution de −17,5 % par rapport à 2016 (Sarthe : −0,25 %, France hors Mayotte : +2,11 %).
| 1793 | 1800 | 1806 | 1821 | 1831 | 1836 | 1841 | 1846 | 1851 |
| ---- | ---- | ---- | ---- | ---- | ---- | ---- | ---- | ---- |
| 102  | 90   | 94   | 95   | 104  | 118  | 124  | 103  | 93   |

| 1856 | 1861 | 1866 | 1872 | 1876 | 1881 | 1886 | 1891 | 1896 |
| ---- | ---- | ---- | ---- | ---- | ---- | ---- | ---- | ---- |
| 94   | 89   | 82   | 67   | 81   | 77   | 82   | 70   | 57   |

| 1901 | 1906 | 1911 | 1921 | 1926 | 1931 | 1936 | 1946 | 1954 |
| ---- | ---- | ---- | ---- | ---- | ---- | ---- | ---- | ---- |
| 63   | 66   | 58   | 49   | 40   | 60   | 59   | 62   | 50   |

| 1962 | 1968 | 1975 | 1982 | 1990 | 1999 | 2006 | 2011 | 2016 |
| ---- | ---- | ---- | ---- | ---- | ---- | ---- | ---- | ---- |
| 43   | 41   | 33   | 25   | 20   | 28   | 34   | 40   | 40   |

| 2021 | 2022 | - | - | - | - | - | - | - |
| ---- | ---- | - | - | - | - | - | - | - |
| 36   | 33   | - | - | - | - | - | - | - |

## Lieux et monuments
- Église romane Saint-Sulpice des XIIe et XVIIIe siècles. Tabernacle du maître-autel avec des colonnes torsadées et des petites statues de saints dans des niches du XVIIe siècle ;
- Lavoir public du XIXe siècle ;
- Puits du XIXe siècle.

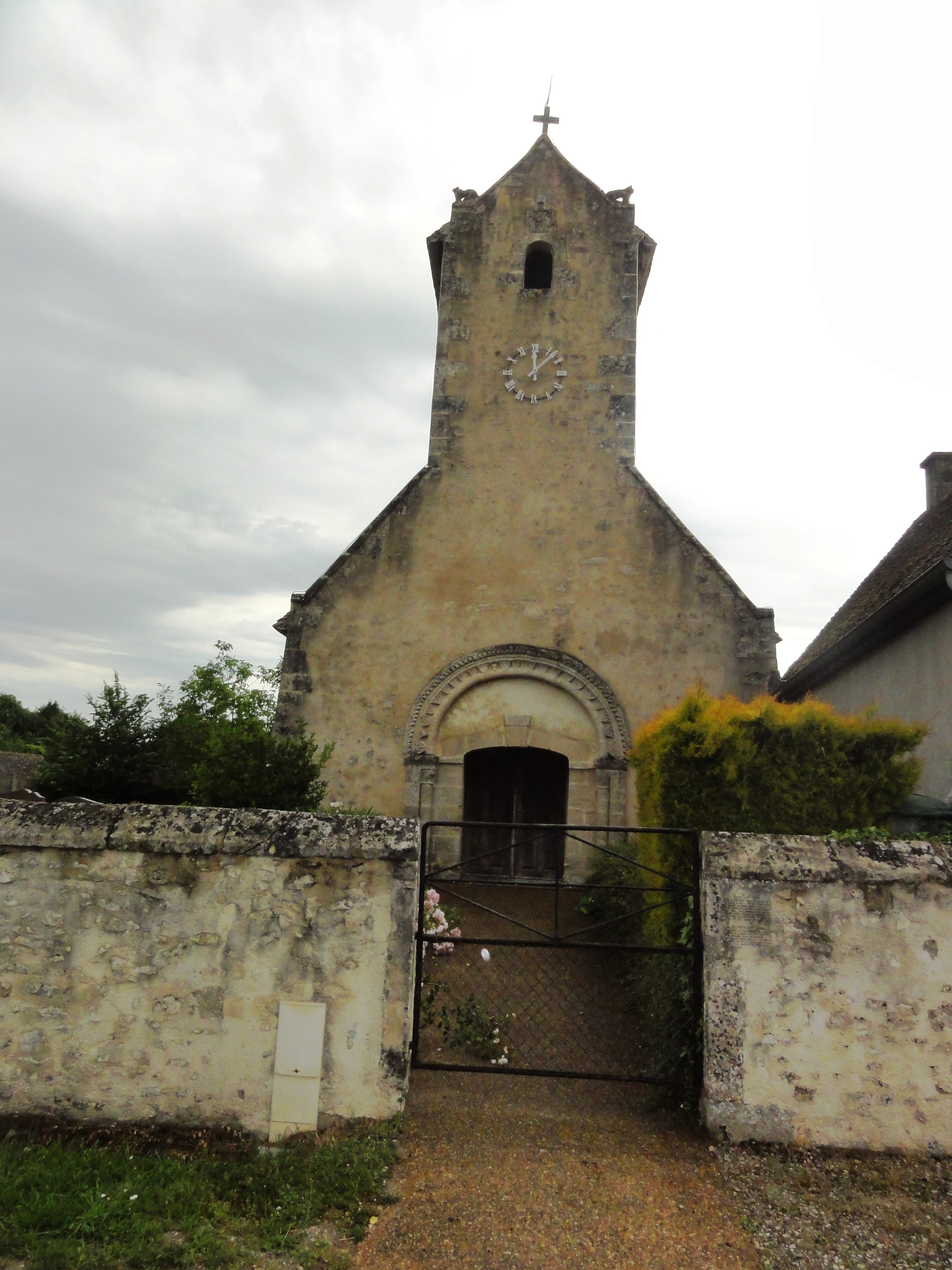
L'église Saint-Sulpice avec clocher en bâtière.
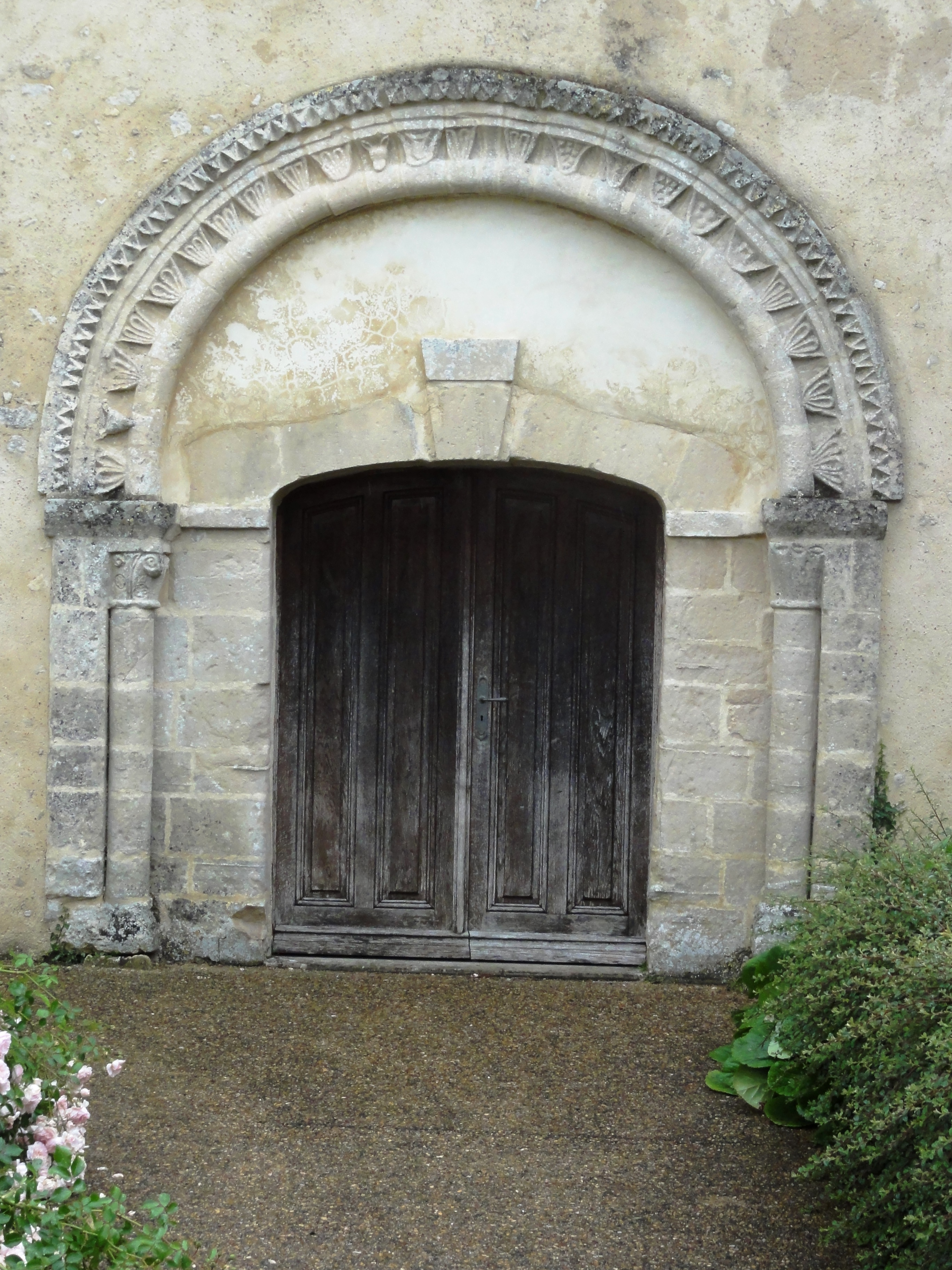
Portail de l'église.
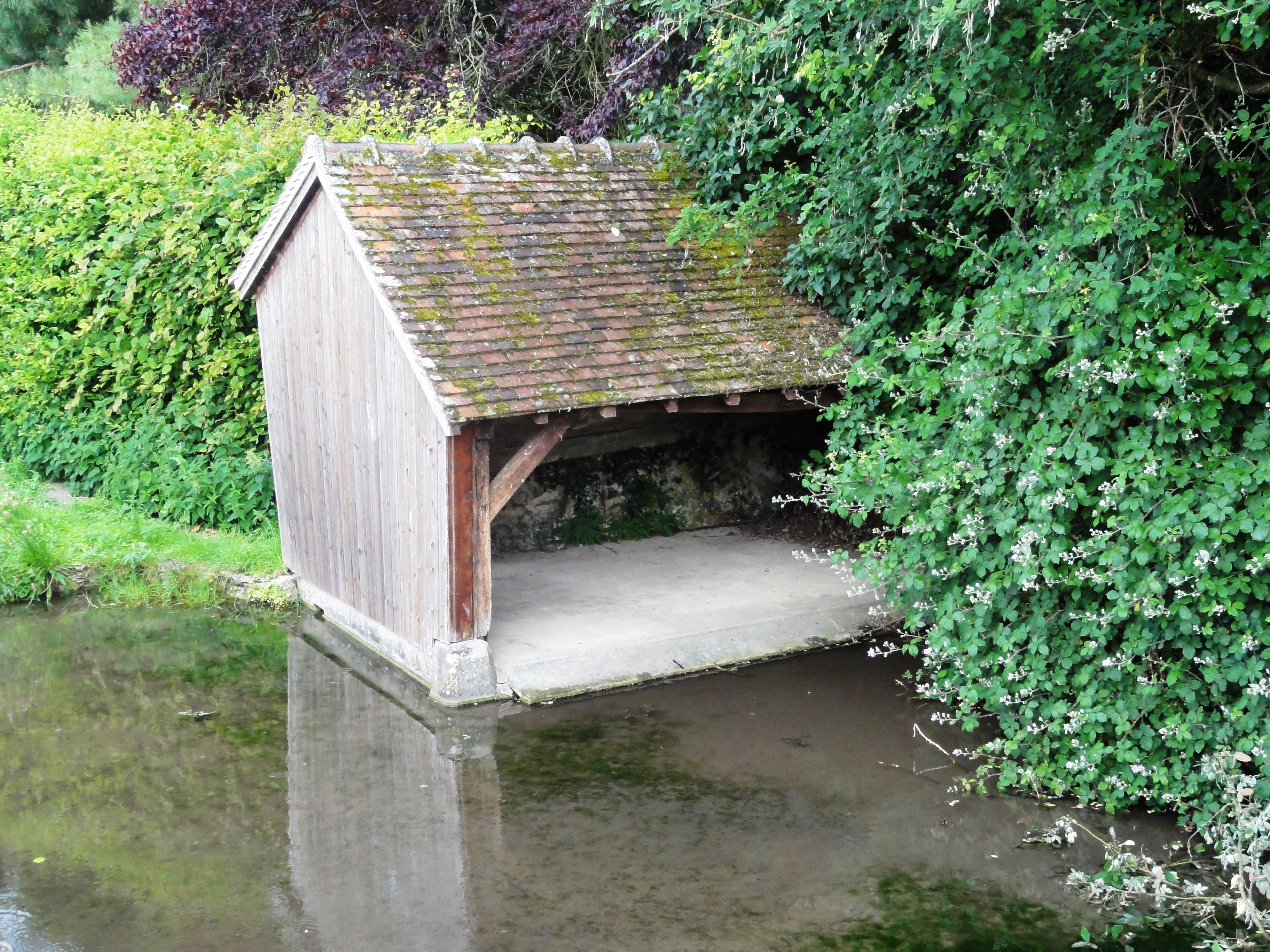
Le lavoir.

## Activité et manifestations
- Fête patronale le 10 août.

## Personnalités liées
- Geoffroy Pannon, homme d'arme, seigneur de Panon vers 1280[réf. nécessaire].
- Guillaume de Pannon, connu comme exécuteur testamentaire de Geoffroy de La Chapelle évêque du Mans (1350)[réf. nécessaire].